# Vierlas
Vierlas es un municipio de España, en la provincia de Zaragoza, comunidad autónoma de Aragón, dentro de la comarca de Tarazona y el Moncayo. Tiene un área de 2,71 km² km² con una población de 96 habitantes (INE 2015) y una densidad de 38,75 hab./km².

## Geografía
Vierlas se sitúa en el extremo noroeste de Aragón, en la comarca de Tarazona y el Moncayo, en el margen derecho del río Queiles a 456 metros de altitud, Su término municipal tiene una extensión de 276,818 hectáreas, lindante con los términos de Tarazona, Novallas y Malón.
La localidad está situada a 5 km de Tarazona, 20 km de Tudela, 91 km de Zaragoza, 73 km de Soria y 293 km de Madrid.
Tiene un clima mediterráneo continental, frío en invierno y caluroso en verano, es frecuentado por el " cierzo" , viento del noroeste,  desagradable en invierno y agradable en verano. Con una temperatura media anual de 13,8° y 390 m.m de precipitación anual.

## Toponimia
Denominada como Bierlas en documentos medievales y como Las Vierlas hasta hace relativamente pocos años, la villa de Vierlas cuenta con 98 habitantes.
Hay diferentes versiones sobre el origen del nombre de Vierlas.
Según Manuel Gargallo Sanjoaquin, el diptongo de la primera sílaba (Vier) hace pensar en una posible base inicial “Ver” análoga a los topónimos Vera y Veruela, que significa ‘orilla, arroyo’. Su incorporación al acervo románico hace que experimente el mismo tratamiento que unae latina. La sílaba final (las) lleva a considerar la posibilidad de que se añadiera al supuesto “Ver” un sufijo “olas” que significa ‘pequeño’. Con ello, en algún momento quizá pudo formarse una palabra esdrújula, Verola.
A entender de Eduardo Aznar Martínez, procedería de la palabra“uher-lats” que significa “arroyo de barros”. Fonéticamente no habría grandes problemas para aceptar la evolución del nombre actual de Vierlas a partir de uher-lats > Werlas > Verlas > Vierlas (diptongación romance E > IE).
Finalmente según la Cátedra de Emblemática “Barón de Valdeolivos” de la Institución “Fernando el Católico” dependiente de la Diputación Provincial de Zaragoza, queriendo hacer una representación del nombre de Vierlas, se dispuso en el escudo un “birlo” o “bierlo”, pieza que forma parte del popular juego de los bolos, muy extendido por todo el antiguo Reino de Aragón. El escudo fue aprobado por Decreto del Gobierno de Aragón de fecha 17 de noviembre de 1999.

## Historia
La fertilidad de la cuenca del Queiles, la abundancia de caza y la localización de sílex (pedreñal) en estado natural por toda la cuenca, propiciaron asentamientos estables ya desde la época del Neolítico, Hierro y Bronce, que se asentaron en el valle y en zonas relativamente altas como en Muñegre.
La rebelión de los celtíberos, hacia el año 197 a. C., fue sofocada por Marco Poncio Catón en el año 76 a. C., año en que Pompeyo puso fin a la guerra sertoriana. Estas luchas arrasaron buena parte de la fertilidad de las riberas del río Queiles.
A partir de la estabilización celtíbera, la zona estuvo centrada por la capitalidad de Turiaso y tras la dominación romana en la comarca se instalaron numerosas villas o fundus dedicadas a la explotación agrícola y ganadera, en cuyos yacimientos se encuentra cerámica sigillata alternando con otras indígenas de tradición celtíbera, como ocurre en el yacimiento de “La Tejería”, en el camino de Vierlas a Malón.
Por Vierlas discurría la calzada romana “Ab Asturica per Cantabria Caesaraugusta”, que unía Astorga con Zaragoza. Discurría por la terraza aluvial próxima al río Queiles, huyendo del lecho, atravesando la Lombana, en la muga del actual término de Novallas, es decir, los viejos caminos próximos a la línea de ferrocarril del Tarazonica, en la margen derecha del río Queiles, para seguir camino hasta Cascante.
En la zona hay gran profusión de yacimientos arqueológicos como el poblamiento prehistórico documentado de la Cañada Madre, los asentamientos celtibéricos y romanos de la margen derecha del Queiles, así como el paraje conocido como “El Molino”, en la Lombana de Vierlas, cuyos restos están conservados en la actualidad en las instalaciones de una bodega vitivinícola y otros topónimos como “Puentepiedra”, en la intersección entre el camino de Tarazona a Vierlas y la “Acequia del Orbo”, de origen romano.
En el Museo del Centro de Estudios Turiasonentes de Tarazona se conserva un diploma militar de licenciamiento de un legionario extraviado, al parecer, de camino hacia su futura residencia (34 mm. x 36 mm. x 1 mm., entre los años 140-154 d. C.) encontrado en el paraje de La Lombana de Vierlas.
Es un testimonio excepcional, dada su escasez y la gran cantidad de información que aporta en sus dos caras escritas. Los diplomas militares eran un documento que se concedía a las tropas auxiliares de las legiones, después de haber cumplido sus 25 años de servicio. Así mismo, los soldados veían reconocido oficialmente su matrimonio y se les otorgaba la ciudadanía en caso de no tenerla. 
El diploma estaría formado por dos tablillas de bronce unidas que proporcionan cuatro caras de texto escrito. Una copia idéntica quedaba depositada en los archivos oficiales de Roma.
Para Francisco Beltrán, el diploma citaría unos 10 cuerpos auxiliares que recibieron de forma colectiva la ciudadanía. De ellos se conserva la referencia a tres: El ala “Augusta Vocontiorum”, la “Cohors I Aquitanorum” y la “Cohors ¿IV? Nerviorum”. Estas tropas sirvieron en Britania (“SVNT IN BR…”) y uno de los veteranos por alguna razón acabó en Turiaso, quizás regresando a su lugar de origen. En este sentido cabría la posibilidad de que la parte perdida del diploma hiciera mención a la “Cohors I Celtiberorum” que pudo tener efectivos turiasonenses; aunque esto es solo una hipótesis.
Para más información sobre la historia de Vierlas puede visitar https://sites.google.com/site/villadevierlas/ Archivado el 22 de abril de 2016 en Wayback Machine.

## Evolución político-administrativa
Desde el punto de vista político-administrativo, la propiedad de la tierra fue en los primeros años de dominio cristiano de los reyes de Navarra, siempre con el consentimiento de los reyes de Aragón. Desde mediados del siglo XIV fue señorío secular y hasta la Desamortización de Mendizábal (1836) fue señorío particular.
El primer documento escrito en el que se dota a Vierlas como entidad, recoge a la actual localidad como Lugar en 1147. 
Arcedianato de Tarazona en 1280 (Territorio con jurisdicción episcopal).
Desde las primeras divisiones territoriales aragonesas pertenece desde el año 1488 a la Sobrecullida de Tarazona (División administrativa y fiscal del Reino de Aragón).
Desde el año 1646 pertenece a la Vereda de Tarazona (Sección administrativa de un municipio).
Tras los Decretos de Nueva Planta, con la consiguiente abolición de parte de los Fueros de Aragón y las singularidades políticas de la Corona de Aragón, las Veredas se convierten en Corregimientos, pasando a formar parte del Corregimiento de Tarazona entre los años 1711 y 1833(Territorio con jurisdicción real).
En 1834 se constituye como municipio independiente dentro del partido judicial de Tarazona.
El poco conocido Diccionario Geográfico y Estadístico de España y Portugal de Sebastián de Miñano, editado en 1826, daba para Vierlas los datos de 48 vecinos con 215 habitantes.
En el “Diccionario Geográfico, Estadístico e Histórico de España y sus posesiones de ultramar" de Pascual Madoz, publicado en el año 1850, Vierlas contaba con un censo de 37 vecinos, 174 almas o habitantes distribuidos en 38 casas, incluidas las del Ayuntamiento y la Cárcel. La iglesia parroquial estaba dedicada a la Purísima Concepción y tenía por anejo a Cunchillos. 
Además y según la Gran Enciclopedia Aragonesa, también tenía por anejo a Santa Olaria, hoy despoblado y del cual se desconoce su ubicación exacta.
Eclesiásticamente, las primeras referencias históricas nos remontan a 1280, cuando estaba incorporada al Arcedianato de Tarazona; con posterioridad estuvo integrada en el Obispado de Tarazona, hasta la actualidad.
En la nueva ordenación comarcal establecida por el Gobierno de Aragón, Vierlas queda encuadrada en la Comarca de Tarazona y el Moncayo.

## Demografía
Vierlas cuenta con una población de 90 habitantes (INE 2024).
| Gráfica de evolución demográfica de Vierlas entre 1842 y 2021                                                       |
| |
| Población de derecho según los censos de población del INE Población de hecho según los censos de población del INE |

El máximo de habitantes corresponde al año 1940 con 254 habitantes. Es a partir de esa fecha cuando la población comienza a descender hasta alcanzar el mínimo en el año 2011 con 97 habitantes.  Entre 1981 y 1991 se produce la mayor reducción porcentual con una pérdida del 26% de los habitantes.
| Evolución del censo en el siglo XX (*) |

| Año  | Habitantes | Año  | Habitantes |
| 1900 | 230        | 1970 | 167        |
| 1910 | 229        | 1975 | 144        |
| 1920 | 241        | 1978 | 141        |
| 1930 | 249        | 1981 | 138        |
| 1940 | 254        | 1991 | 102        |
| 1950 | 249        | 1996 | 106        |
| 1958 | 232        | 1997 | 106        |
| 1960 | 206        | 1998 | 103        |
| 1965 | 194        | 1999 | 101        |

| Evolución del censo en el inicio del siglo xxi (*) |

| Año  | Habitantes | Año  | Habitantes |
| 2000 | 108        | 2008 | 103        |
| 2001 | 103        | 2009 | 95         |
| 2002 | 105        | 2010 | 104        |
| 2003 | 103        | 2011 | 97         |
| 2004 | 98         | 2012 | 98         |
| 2005 | 98         | 2013 | 91         |
| 2006 | 101        | 2014 | 105        |
| 2007 | 103        | 2015 | 96         |

(*): Datos del Instituto Nacional de Estadística

## Economía
Sus recursos agropecuarios se han ido adaptando a los tiempos y sus viñas y olivares, alternan con frutales, cereales, etc., comercializándose amparados bajo las denominaciones de origen Espárrago de Navarra, Aceite Sierra del Moncayo y vinos de la tierra Ribera del Queiles. Su relieve característico es el terreno llano, con alguna pequeña elevación. Destaca el contraste de su fértil huerta con los montes de yesos y pedernales que le rodean. La huerta de Vierlas se riega a través de las acequias Magallón-Fiel, Orbo y Cercés que derivan de la margen derecha del río Queiles.
Hasta hace pocos años la ganadería ovina y caprina de la localidad se regía bajo el sistema peculiar de “Vicera”, es decir, el ganado de los vecinos del pueblo se manejaba de forma conjunta, contratando a un pastor entre todos los propietarios del ganado, utilizando para ello un corral municipal y los pastos comunales del pueblo.

## Administración y política
| Período   | Alcalde                  | Partido |  |
| --------- | ------------------------ | ------- |  |
| 1979-1983 | Rafael Navarro Domínguez | UCD     |  |
| 1983-1987 |                          |         |  |
| 1987-1991 |                          |         |  |
| 1991-1995 |                          |         |  |
| 1995-1999 |                          |         |  |
| 1999-2003 |                          |         |  |
| 2003-2007 | Pedro José Resano Lahera | PP      |  |
| 2007-2011 | Pedro José Resano Lahera | PP      |  |
| 2011-2015 | Pedro José Resano Lahera | PP      |  |
| 2015-2019 | Pedro José Resano Lahera | PP      |  |
| 2019-     |                          |         |  |